# Oreste Grossi
Oreste Grossi, född 14 mars 1912 i Livorno, död 16 februari 2008 i Livorno, var en italiensk roddare.
Grossi blev olympisk silvermedaljör i åtta med styrman vid sommarspelen 1936 i Berlin.